# Arvsrätt
Arvsrätt är en samlande beteckningen på de bestämmelser som reglerar hur kvarlåtenskapen efter en person som avlidit, ska fördelas. Arvsrätten kan fördelas med testamente, enligt den avlidnes vilja, men regleras också i lag. 
Som regel har barn och deras efterkommande arvsrätt, liksom föräldrar om de överlever sitt barn. Arvsrätten kan också utvidgas till släktingar i sidoled, till syskon, syskonbarn, kusiner och så vidare. En hustrus eventuella arvsrätt efter sin make har reglerats olika i olika samhällen och tider, jämför bland annat manus (romersk rätt).

## Arvsordning
Arvingar har en efter i lag fastslagen arvsordning, arvsrätt. Denna arvsordning kan förklaras utifrån parentel (släktskap). I första parentelet finns arvlåtarens barn och deras eventuella barn. I andra parentelet finns arvlåtarens föräldrar och deras barn (arvlåtarens syskon).
Arvsrätten kan vara oinskränkt, vilket innebär att närmaste släkting ärver, hur avlägset släkt de än må vara. Arvsrätten kan också vara inskränkt till ett visst parentel, så avskaffades till exempel kusinrätten i Sverige 1928. Före detta gick alltså kvarlåtenskapen till någon släkting, så länge inte arvlåtaren helt saknade avkomma, föräldrar, far- och morföräldrar, fastrar, farbröder, mostrar och morbröder samt kusiner, vilket är ovanligt. "Oäkta" barn, det vill säga barn födda utanför äktenskapet, ärver sedan 1917 lika. Sedan arv för makar infördes 1988 är dessas arvsrätt faktiskt starkare, då barns - inom äktenskapet - arvsrätt är sekundär till make/maka, genom så kallat efterarv.

## Svensk arvsrätt
Rätten till arv regleras i svensk rätt i ärvdabalken.
Makar ärver varandra med fri förfoganderätt enligt 3 kap. ärvdabalken. Det innebär att änka/änkling får nyttja barnens arvslott fritt under sin livstid, inklusive ge bort (delar av) denna, men inte testamentera bort den efter sin egen död. Regeln infördes 1988 och var tidigare ett vanligt arrangemang inom testamenten, främst för att skydda gemensam egendom, främst bostaden, från försäljning för att förverkliga barnens arvsrätt. Tidigare hade endast barn lagstadgad arvsrätt. Som arvinge till släkting eller anhörig i ett annat EU-land förutom i Irland och Danmark så kan man ansöka om ett europeiskt arvsintyg från skatteverket som dokument och bevis att man är rätt människa för att företräda i ett dödsbo.  
Har den avlidne barn inom äktenskapet får dessa därför vänta med att få ut sina arvslotter tills båda föräldrarna avlidit. Har den avlidne särkullbarn, det vill säga barn i tidigare äktenskap eller utom äktenskapet, har dessa rätt att få ut sina arvslotter direkt. De kan dock avstå på samma villkor som barn inom äktenskap, vilket också kan vara en fördel om förmögenheten ökat (till exempel genom ränta) till dödsdagen. Liksom vid efterarv från den avlidne till änka/änkling till gemensamma barn räknas särkullbarnets andel då ut som en kvotdel.
Arvsrätten kan inskränkas genom testamente, men endast delvis. Bröstarvingar har alltid rätt att erhålla sin laglott som är hälften av arvslotten (det vill säga vad de skulle fått om inte testamente skrivits). En ensamstående person med åtta barn som efterlämnar 400 000 kr och en bostad värderad till 400 000 kr kan alltså testamentera bort upp till 400 000 (eller rätten till hela bostaden) till utomstående eller ett av barnen. Ett barn kan alltså som mest tillgodogöra sig 450 000 kr, om denne enligt testamente ska få hela egendomen (eller bostaden) om övriga syskon (eller deras barn) kräver sin rätt. Om bröstarvinge, alltså barn, avlidit före förälder träder dennes barn i dennes ställe med lika delar. Arvsrätten, inklusive laglotten, för barnbarn beror alltså på mängden syskon. Ett ensambarnbarns rätt är åtta gånger större än ett med sju syskon inbördes, för att barnens rätt fortsatt ska vara lika. 
Samma princip, istadarätten, tillämpas rörande andra arvsklassen, alltså föräldrar, och tredje arvsklassen, mor- och farföräldrar. Fördelningen mellan varje "gren" fungerar här likadant. Dör en person utan barn eller föräldrar delas alltså arvet mellan syskonen och, om inga syskon finns, mellan mor- och farföräldrar (hälften till morfar och en fjärdedel var till farfar och farmor, om exempelvis farmor dött) och, om inte de finns i livet, till deras barn, alltså arvlåtarens farbröder, fastrar, morbröder och mostrar. I det sista fallet räcker istadarätten bara ett steg. Arvsrätten sträcker sig alltså inte till kusiner, vars arvsrätt togs bort genom lagändring 1928. Finns inga arvsberättigade arvingar och inget testamente ärver Allmänna arvsfonden.
Någon liknande arvsrätt enligt lag finns inte för sambor, vilka måste upprätta ett testamente för att ärva varandra. Detta gäller även om det finns gemensamma barn.
Genom förmånstagarförordnande skapas arvsrätt till försäkring.